# 維申卡 (利京區)
49°21′3″N 28°9′41″E / 49.35083°N 28.16139°E
維申卡（烏克蘭語：Вишенька），是烏克蘭的村落，位於該國西南部文尼察州，由文尼察區負責管轄，始建於1961年，面積0.1平方公里，海拔高度292米，2001年人口174，人口密度每平方公里1,757.58人。